# Отравленные газами
«Отравленные газами» (англ. Gassed) — картина американского художника Джона Сингера Сарджента, написанная им в 1919 году.
Сарджент получил заказ на создание картины от Комитета по британским военным мемориалам, ставившего своей целью сохранить с помощью изобразительного искусства память о жертвах Первой мировой войны. Отбыв на Западный фронт в июле 1918 года, Сарджент прибыл в расположение Гвардейской дивизии возле Арраса, а затем отправился вместе с Американскими экспедиционными силами в район Ипра. Испытав тяготы войны, Сарджент отошёл от первоначально задуманной им темы картины и принял более взвешенный подход в освещении реалий конфликта, незнакомых британским обывателям. Гигантское полотно было закончено в марте 1919 года и выставлено в Королевской Академии. На картине изображены последствия газовой атаки. Несколько групп раненых солдат с перевязанными после отравления газом глазами идут по дощатому тротуару в сопровождении санитаров к перевязочному пункту. Каждый из солдат, чтобы не потеряться, держит руку на плече впереди идущего. Они окружены множеством слабых и раненых однополчан, лежащих на земле в ожидании помощи. Между тем, вокруг кипит повседневная фронтовая жизнь: группы бипланов ведут воздушный бой, а несколько солдат играют в футбол. Работа Сарджента получила признание Академии как «картина года», однако понравилась не всем, и до сих пор вокруг неё ведутся споры, не умаляющие, впрочем, значения полотна как  интерпретации темы войны. В настоящее время картина находится в коллекции Имперского военного музея в Ламбете (Лондон, Великобритания).

## Контекст

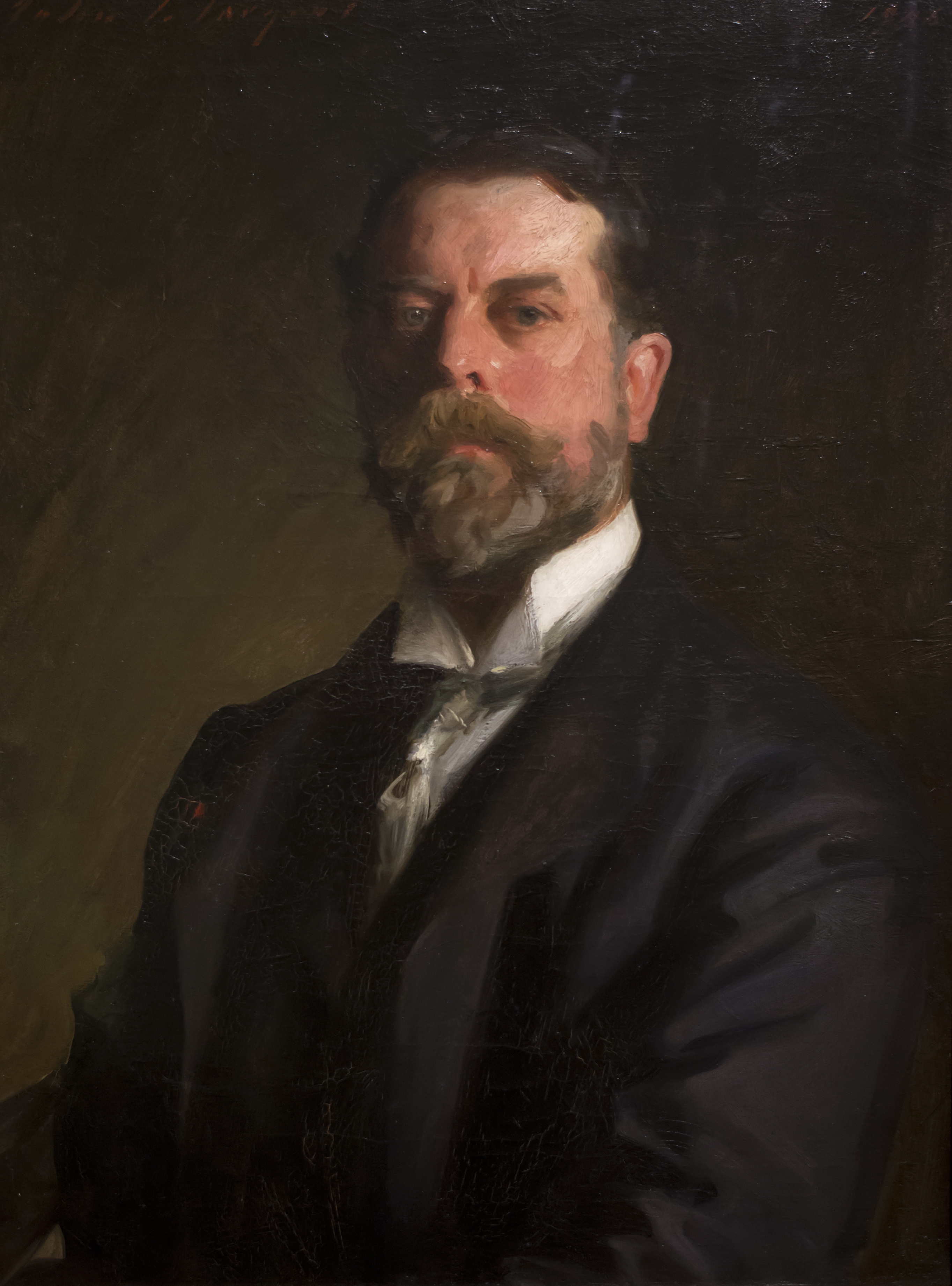
Сарджент, автопортрет, 1907 год

Джон Сингер Сарджент (1856—1925) родился во Флоренции в семье экспатриантов из Америки. Его детство прошло в постоянных путешествиях по Европе, в основном по Италии, Франции, Швейцарии и Германии. Получив преимущественно домашнее образование, в 1874 году Сарджент завершил учёбу в парижской студии французского живописца Каролюс-Дюрана и остался у него в качестве помощника до 1878 года, посвятив себя изучению работ Халса, Рембрандта, ван Дейка, Рейнольдса. В 1876 году Сарджент посетил Америку, а в следующем году выставил свою первую картину на Парижском салоне. После путешествий по Испании и Марокко в 1879—1880 годах, в 1884 году он поселился в Париже, а в следующем году осел в Лондоне. В 1890—1900 годах Сарджент пользовался большим успехом как умелый портретист, однако впоследствии он отказался от всех излишних портретных заказов, сосредоточившись главным образом на пейзажах и акварелях, а также исполнении настенных росписей в публичной библиотеке и музее изящных искусств Бостона. Сарджент непрестанно выставлялся в Королевской Академии, ассоциированным членом которой он стал в 1894 году, а полноправным — в 1897 году. Он слыл космополитом и бонвиваном, жившим в основном за границей, хотя и достаточно ценившим своё американское гражданство, чтобы взять на себя смелость отказаться от рыцарства. Обретаясь в кругах социального и политического бомонда Европы и США, Сарджент писал довольно лестные портреты американских президентов, британских премьер-министров, предпринимателей, актрис и арт-дилеров, представителей аристократии «позолоченного века» и членов их семей, безграничный оптимизм которых вскоре будет сметён Первой мировой войной.

## История создания и судьба

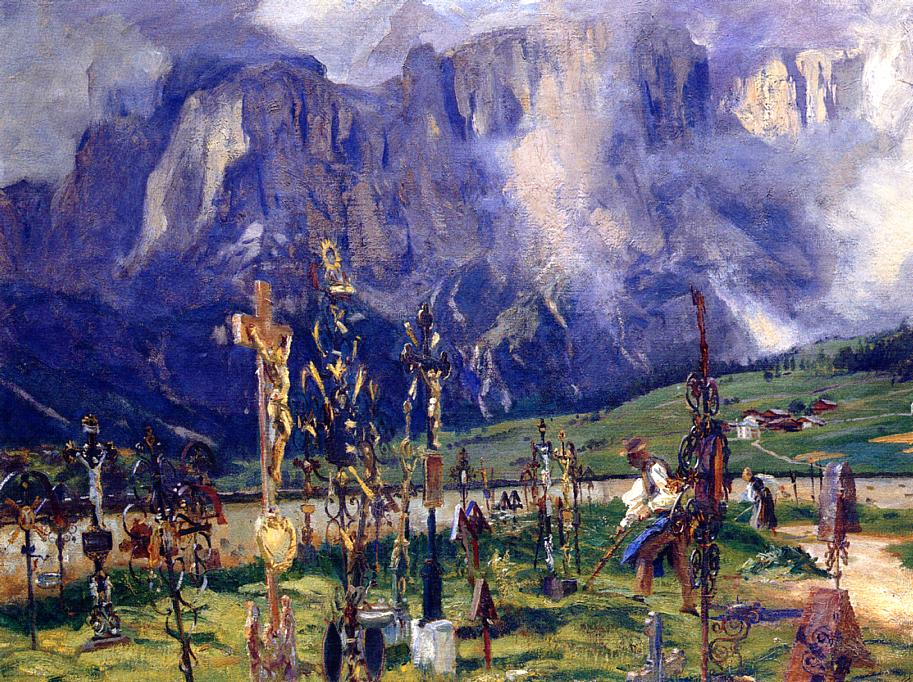
«Кладбище в Тироле»

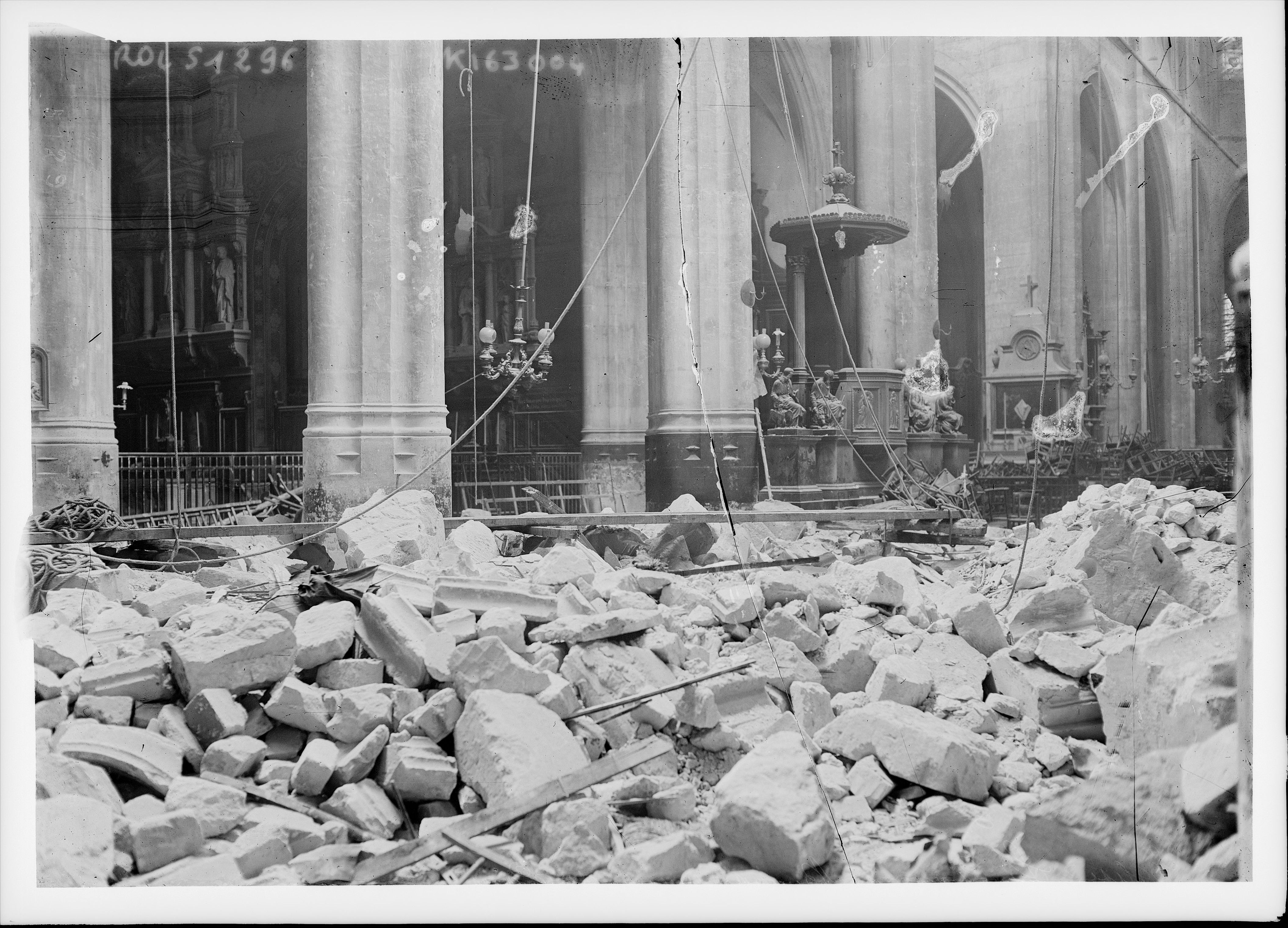
Руины Сен-Жерве, 29 марта 1918 года

В мае 1918 года Сарджент стал одним из нескольких художников, получивших от Комитета по британским военным мемориалам при Министерстве информации заказ на создание больших картин для планируемого Зала Памяти. Министр информации лорд Бивербрук, занявший свой пост в 1918 году, почерпнул эту идею из деятельности Фонда канадских военных мемориалов, заказавшего ещё в 1916 году ряд художественных работ о войне. К работе над проектом Бивербрук привлёк таких художников, как Перси Льюис, Пол Нэш, Генри Лэмб, Джон Нэш, Ричард Невинсон и Стэнли Спенсер, среди которых Сарджент смотрелся странно, так как он не был представителем модернизма. Масштабность работ была вдохновлена триптихом «Битва при Сан-Романо» кисти Учелло и картиной «Сдача Бреды» кисти Диего Веласкеса. Ранее война не слишком интересовала 62-летнего Сарджента, и он даже не удостоился прочитать о ней в газетах или прервать свою творческую экспедицию в Тироль, когда в Австрии начались боевые действия. С этого периода сохранилось множество набросков тирольских пейзажей, в том числе изображения кладбищ с надгробными крестами, из которых можно выделить рисунок «Кладбище в Тироле» 1914 года (Британский музей), словно предсказавший то, будущее, количество погибших в Европе. Настоящий переворот в сознании художника произошёл, когда его любимая племянница и модель, Роз-Мари Ормонд Андре-Мишель, погибла 29 марта 1918 года прямо при молитве на Великую пятницу в парижской церкви Сен-Жерве от попадания немецкого артиллерийского снаряда дальнего действия. 16 мая того же года Сарджент получил письмо от премьер-министра Великобритании Дэвида Ллойд-Джорджа, в котором тот убеждал художника создать «работу о великом и стойком служении нации», на которой будет видно, как «британские и американские войска действуют в унисон». Он принял предложение, всё ещё скорбя о потере своей племянницы, однако выбор сюжета для само́й картины был изначально проблематичен. 2 июля того же года в сопровождении художника Генри Тонкса, имевшего за своими плечами опыт военной службы, Сарджент прибыл на Западный фронт во Францию, где их лично встретил командующий Британскими экспедиционными силами фельдмаршал Дуглас Хейг.
|                           |                        |                              |                         |                    |                              |              |                 |                |
| Спящий на вещмешке солдат | Санитары ведут раненых | Стоящие с винтовками солдаты | Лежащие раненые солдаты | Солдат с вещмешком | Зарисовки пьющих воду солдат | Пять пар ног | Лежащие солдаты | Лежащий солдат |

Некоторое время Сарджент находился в расположении Гвардейской дивизии возле Арраса, а затем выехал вместе с Американскими экспедиционными силами в район Ипра. Он был полон решимости написать эпическое полотно со множеством человеческих фигур и изо всех сил старался найти сюжет, в котором были бы задействованы американские и английские солдаты. Сарджент ежедневно тратил многие часы на поиски интересных с художественной точки зрения сцен, зарисовывая всяческих солдат, лежащих, спящих, купающихся, марширующих и едящих, так и не сумев отразить на полотне боль или мучения войны. Абсолютно ничего не зная о военной службе и делах на фронте, он удивлял всех своими вопросами о том, воюют ли по воскресеньям, а также не обращал совершенно никакого внимания на возможную опасность, когда рисовал на мольберте под большим белым зонтом, который прикрывал художника от солнца и одновременно делал заманчивой мишенью для немецких орудий. У Сарджента того времени можно выделить всего несколько работ, лишь частично затрагивающих тему войны и оттого не показавших всей 
её горечи, потери для всего его поколения той изысканной и приятной, довоенной жизни. Среди них (Имперский военный музей) — «На улице в Аррасе»: пехотинцы отдыхают рядом со обрушившейся стеной чьего-то частного особняка; «Разбившийся аэроплан»: фермер ходит по своему полю и собирает урожай, не обращая совершенно никакого внимания на лежащие за его спиной обломки биплана; «Разрушенный сахарный завод»: сахарный завод в результате бомбардировки превратился в какого-то жестоко изуродованного железного зверя. Из того же ряда — «Дорога в выемке на Рансар», «Старые биваки», «Брезент над землянкой, Рансар», «Развороченный танк», «Ворота шато, Рансар», «Строй лошадей».
|                     |                        |                              |                             |                 |                                 |                      |                       |                 |
| «На улице в Аррасе» | «Разбившийся аэроплан» | «Разрушенный сахарный завод» | «Дорога в выемке на Рансар» | «Старые биваки» | «Брезент над землянкой, Рансар» | «Развороченный танк» | «Ворота шато, Рансар» | «Строй лошадей» |

Западный фронт своими глазами увидели кроме Сарджента ещё несколько деятелей американской культуры, в том числе Джордж Беллоуз, Дэвид Гриффит, Эдвард Стайхен, однако они держались, или их держали, далеко от мест боевых действий, ввиду чего они столкнулись с проблемой визуализации современной, индустриальной войны. Так, в письме Эвану Чартерису Сарджент писал:

Министерство информации ждёт эпопею — как можно создать эпопею без масс людей? За исключением ночи я видел только три прекрасных темы с массой людей — один мучительный взгляд, полное поле отравленных газом мужчин с завязанными глазами — ещё одна череда машин, загруженных «пушечным мясом» — и ещё один обширный взгляд на большую дорогу, запруженную войсками и движением, и я осмелюсь сказать, что на основании последнего сюжета, объединив англичан и американцев, можно лучше всего что-нибудь создать, если это сможет предотвратить возможный отъезд в Дерби.
Оригинальный текст (англ.)The Ministry of Information expects an epic – and how can one do an epic without masses of men? Excepting at night I have only seen three fine subjects with masses of men – one a harrowing sight, a field full of gassed and blindfolded men – another a train of trucks packed with "chair à cannon" – and another frequent sight a big road encumbered with troops and traffic, I daresay the latter, combining English and Americans, is the best thing to do, if it can be prevented from looking like going to the Derby.

21 августа 1918 года, далеко за линией фронта вблизи Ле-Бак-дю-Сюд между Аррасом и Дулланом, Сарджент стал очевидцем душераздирающих последствий газовой атаки немцев против наступавшей 99-й бригады 2-й пехотной дивизии и 8-й бригады 3-й пехотной дивизии Британской армии во время второй битвы при Аррасе. Там, близ Арраса, его внимание особенно привлёк один ослеплённый горчичным газом солдат, который нащупывал дорогу к перевязочной станции — сам символ неуловимой видимости современной войны. Позднее в письме секретарю Комитета по мемориалам Альфреду Йокни Тонкс отмечал:

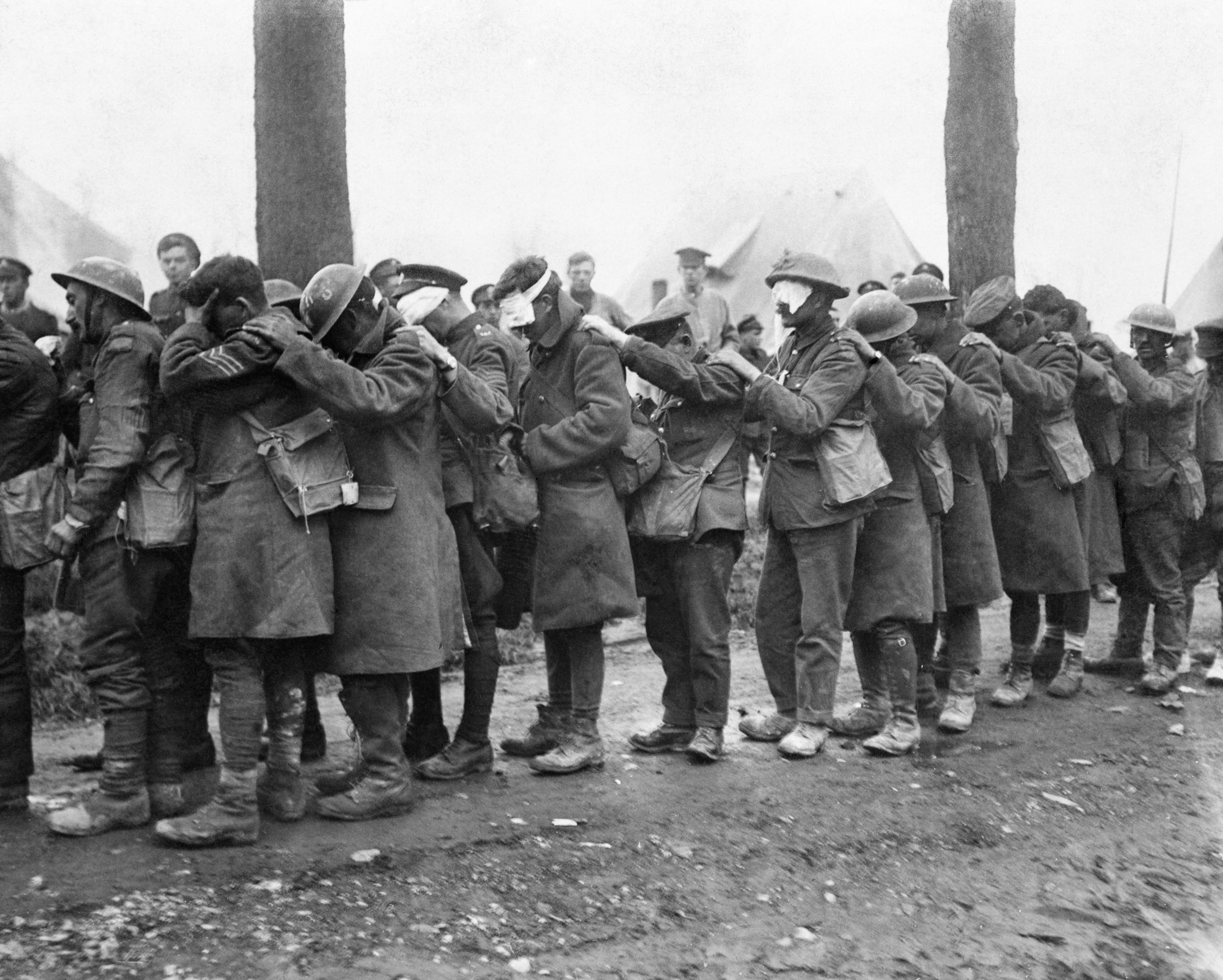
«Первая мировая война: Газовая атака», фотография 10 апреля 1918 года

После чая мы услышали, что в перевязочном пункте корпуса на Дулланской дороге в Ле-Бак-дю-Сюд оказалось довольно много случаев отравления газом, ввиду чего мы отправились туда. Перевязочный пункт находился на дороге и состоял из нескольких хижин и немногочисленных палаток. Отравленные газом продолжали приходить, их вели вместе в партиях около шести, упорядоченно, так же, как их изобразил Сарджент. Они сидели или лежали на траве, должно быть, в количестве близком должно быть к нескольким сотням, очевидно, очень страдая, главным образом, мне кажется, глазами, которые были прикрыты обрывками ваты… Сарджент был очень поражен этой сценой и сразу же сделал много зарисовок. Это был очень прекрасный вечер и солнце садилось.
Оригинальный текст (англ.)After tea we heard that on the Doullens Road at the Corps dressing station at le Bac-du-sud there were a good many gassed cases, so we went there. The dressing station was situated on the road and consisted of a number of huts and a few tents. Gassed cases kept coming in, lead along in parties of about six just as Sargent has depicted them, by an orderly. They sat or lay down on the grass, there must have been several hundred, evidently suffering a great deal, chiefly I fancy from their eyes which were covered up by a piece of lint... Sargent was very struck by the scene and immediately made a lot of notes. It was a very fine evening and the sun toward setting.

О художественной точности Сарджента в изображении происходивших на его глазах событий можно утверждать, лишь взглянув на хорошо известную фотографию «Первая мировая война: Газовая атака», датируемую 10 апреля 1918 года, на которой запечатлены ослепшие солдаты, идущие колонной к перевязочной станции близ Бетюна во время немецкого «весеннего наступления». Значение газовых атак с военно-стратегической точки зрения заключалось не столько в физическом ослаблении людей, сколько в том, что газ слепил и визуально дезориентировал своих жертв, попавших в толщу непроницаемых облаков и паров, через которые ничего невозможно было увидеть. С 1914 года армии, прибегавшие к убийствам, нанесению ранений и увечий своим врагам, начали стремиться также к подавлению чувств противника и тем самым снижению его способности дельно сражаться. Вооружившись новым арсеналом разрушительных устройств, таких как танки, пулеметы, истребители, авиабомбы, прожекторы, вспышки, колючая проволока и ядовитые газы, они попытались достичь этой цели всеми немыслимыми и неописуемыми способами. Из этих новых влияющих на органы чувств тактических средств газ был, пожалуй, самым загадочным и ужасающим. Изобретенный в конце XIX века и запрещённый Гаагской конвенцией 1899 года, ядовитый газ был впервые применён 22 апреля 1915 года во время битвы при Ипре в Бельгии. Поддерживая продвижение своей пехоты, немцы пустили зеленоватые облака газообразного хлора на неподготовленные к этому британские, канадские и французские войска, что вызвало панику и хаос, а затем и их бегство с поля боя. После этого газ стал повсеместно использоваться всеми сторонами конфликта, вызывая при своём распылении обширные травмы и ожоги у солдат, а также уничтожая близлежащую растительность и на долгие годы отравляя подвергшуюся воздействию отравляющих веществ землю. При этом продуктивность его применения упала по причине отсутствия должного момента неожиданности для атаки и повсеместного распространения противогазов.

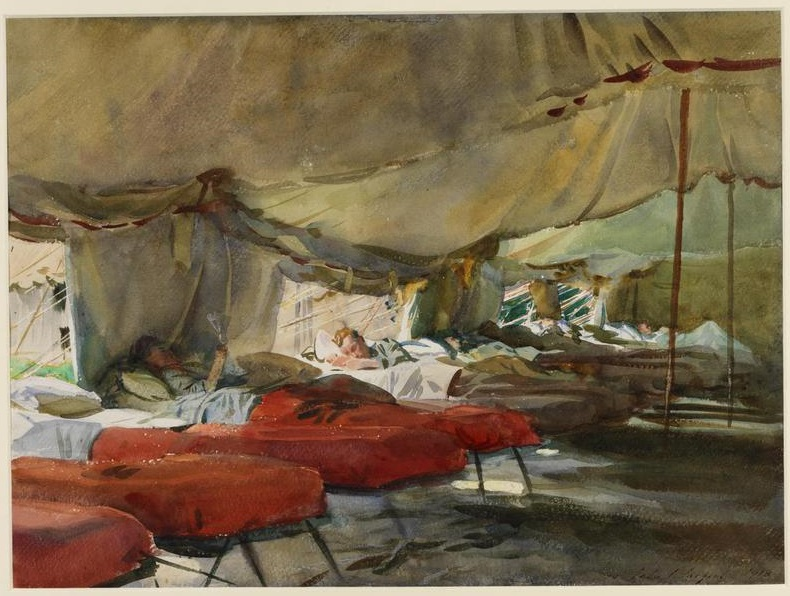
«Внутри палаточного госпиталя»

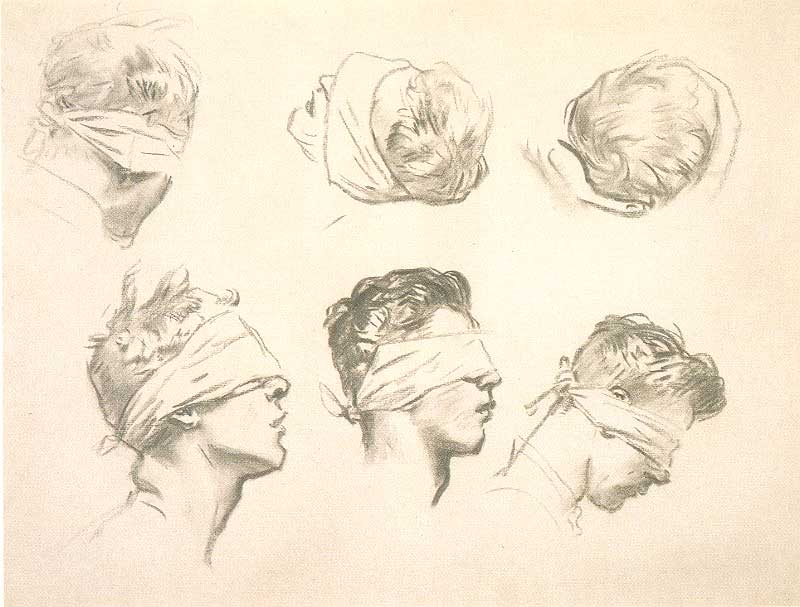
Шесть зарисовок голов

В конце сентября 1918 года во время сбора материалов для работы близ Перонны Сарджент заболел гриппом, после чего провёл неделю рядом с ранеными солдатами в больнице около Руазеля. Находясь под впечатлением от увиденного своими собственными глазами полевого госпиталя, переполненного стонущими солдатами, страдавшими от последствий газовой атаки, Сарджент решил отойти от излишней героики и изменить тему будущей картины. После четырёх месяцев пребывания на фронте в конце октября того же года Сарджент и Тонкс вернулись в Великобританию. Сарджент обсудил изменённый им сюжет с членами Комитета по мемориалам, чтобы картина вписалась в размеры Зала Памяти. В то же время он выражал сомнение в возможности качественности работы такого масштаба и в письме Альфреду Йокни от 4 октября 1918 года отмечал, что получается «картина в ужасно длинную полосу… Я думаю, что картина была бы гораздо лучше и её гораздо менее сложно было бы писать, если бы она была меньше в два раза». Получив разрешение на изменение темы, Сарджент намеревался выразить на полотне своё негативное отношение к ранее предложенному сюжету о боевом товариществе. Зимой 1918—1919 годов в своей студии в Фулеме Сарджент продолжил работу над картиной, имея под рукой эскизы, сделанные на местах боёв, а также детальные зарисовки тел профессиональных натурщиков. В то время как плакаты времён Первой мировой войны пропагандировали вербовку на фронт и покупку военных займов, на многочисленных рисунках Сарджента можно увидеть боль и страдания, а значит и другую войну. Так, медсестра Вера Бриттен, работавшая на перевязочной станции, в 1917 году писала в письме домой: «Сейчас у нас много пострадавших от отравления газом, пришедших день или два назад: в нашей палате всего 10 человек. Я думаю, что те люди, которые так велеречиво пишут о том, что это священная война, и ораторы, которые так многословно говорят о том, что война будет длиться столько сколько нужно, не увидят хотя бы одного пострадавшего — и не расскажут ничего о десятках других пострадавших на ранних стадиях отравления горчичным газом — эти бедные создания все обожжены и покрыты большими гноящимися волдырями, ослепшие глазами — когда временно [sic], а когда навсегда — все липкие и склеившиеся вместе, и все борются за жизнь, их голоса это шепот, они говорят, что их глотки слипаются, и они знают, что они задохнутся».

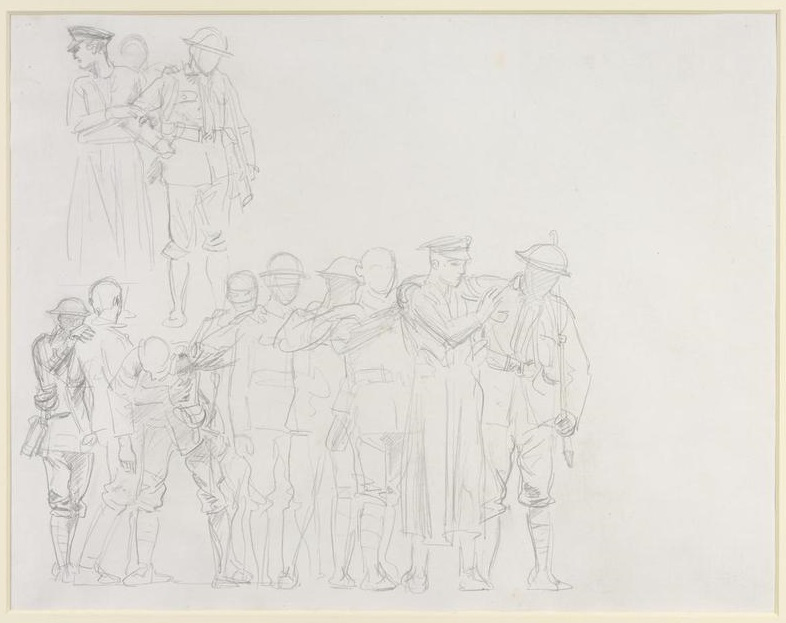
Выстроившиеся в линию солдаты

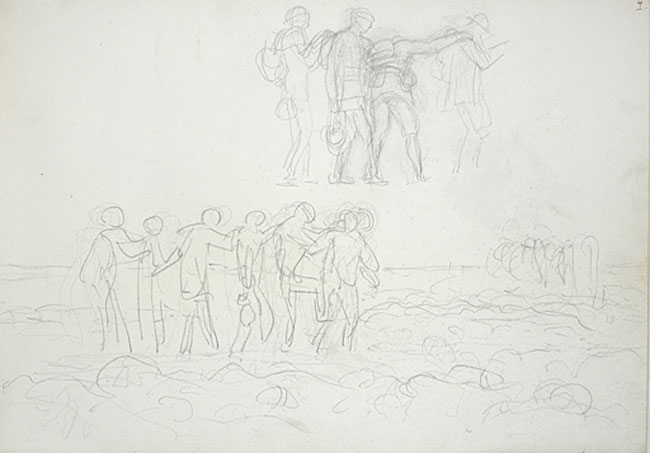
Две группы солдат

Сарджент завершил работу над картиной в марте 1919 года, после чего это прямоугольное полотно высотой в девять футов и длиной в двадцать футов, походящее по формату на широкоэкранный кинофильм, было впервые выставлено под названием «Отравленные газами» в Королевской Академии в Лондоне. За свою работу Сарджент получил всего 300 фунтов стерлингов, тогда как Уильяму Орпену только за картину «Подписание мира в Зеркальном зале» было выплачено 3 тысячи фунтов, рекордная по временам войны сумма за произведение искусства. Полотно Сарджента получило признание Академии как «картина года».
Отзывы о картине были противоречивыми. В частности, Уинстон Черчилль похвалил полотно за «блестящую гениальность и болезненную выразительность», тогда как Эдвард Форстер счёл его одновременно «великой картиной на военную тему у Сарджента», но также и слишком героической для художника, перешедшего с гламурных портретов высшего общества на изображение «низших классов», в то время как Вирджиния Вулф, отвергавшая милитаризм в любых формах, написала, что при взгляде на картину «саднится какой-то нерв протеста, или, возможно, человечности», особо отметив, что преувеличенный шаг раненого солдата — «этот маленький пример чрезмерной выразительности стал последним надрезом хирургического ножа, который, как говорят, больнее чем вся операция».
Несмотря на все прилагавшиеся для этого усилия художников, Зал Памяти так и не был построен, а имеющиеся картины, в том числе и «Отравленные газами», были переданы в Имперский военный музей, где и находятся в настоящее время. Отличающаяся простотой окрашенная рама с широким центральным фризом, ограниченным с внешней и внутренней стороны молдингами, была сделана для картины на семейном предприятии «C.M. May & Son», вскоре после этого прекратившим торговлю. Примечательно, что на стене выставочного зала «Отравленные газами» висят между работами Орпена «Подписание мира в Зеркальном зале» и «Мирная конференция на набережной Орсе». Несколько зарисовок Сарджента углём тоже хранятся в коллекции Имперского военного музея, а также в галерее искусств Коркоран. В 2003 году небольшой эскиз картины маслом размером 26 × 69 см, первоначально принадлежащий Эвану Чартерису, был продан на аукционе «Christie's» за 162 тысяч фунтов стерлингов (267 тысяч долларов США).

## Композиция

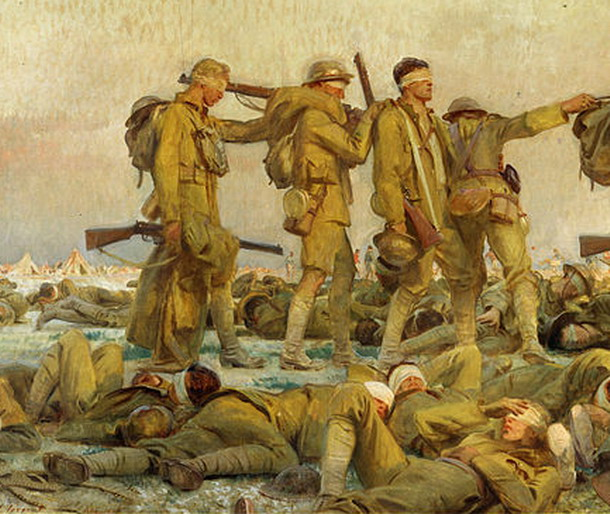
Три солдата и второй санитар

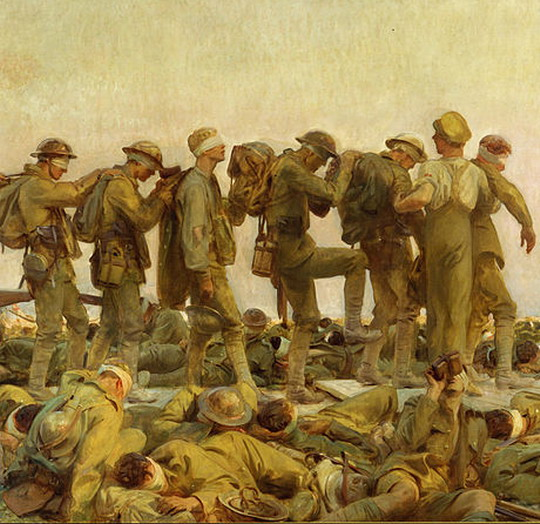
Шесть солдат и первый санитар

Картина написана маслом на холсте, а её размеры составляют 231 × 611 см. В центре композиции, наполненной горизонтально направленным движением, находится группа из одиннадцати солдат, изображённых почти во весь рост. Девять солдат идут по трое в трёх группах по дощатой тропе к оттяжкам, намекающим на близкое расположение перевязочного пункта, находящегося за краем картины. Каждый солдат держит руку на плече впереди идущего, по прежнему неся за спиной свои «энфилдские» винтовки с ставшими бесполезными оптическими прицелами и вещмешки с теперь уже ненужными противогазами. Солдатам с перевязанными белыми тканевыми полосками глазами, ослепшим из-за отравления газами, помогают идти двое санитаров. Приближаясь к подъёму на доски, раненые довольно гипертрофированным образом поднимают ноги, ввиду чего складывается впечатление, что их просят об этом сами проводники. Идущие строем высокие, светловолосые воины как будто образуют собой натуралистичный и аллегорический, храмовый древнегреческий фриз с повторяющимся узором из сплетённых тел и винтовок, вносящим в картину некоторую ритмичность и намекающим на сходство изображённого с религиозной процессией. В связи с этим можно предположить, что солдаты будто шествуют к Христу за искуплением, заработанным на поле боя их храбростью и самоотверженностью. По сторонам от центральной группы лежит большое количество, примерно с дюжину, беспомощных и ослабленных раненых солдат — они не наслаждаются природой, а жадно глотают воду из фляжек, мучаются от рвотных позывов или сжимают голову и уши руками от непреодолимой боли. Вдали от них виднеется ещё одна такая же колонна из восьми раненых, сопровождаемая двумя санитарами. Действие картины происходит на фоне одновременно поднимающейся луны и заходящего водянистого солнца, создающего розовато-жёлтую дымку и придающего всему вокруг золотистое свечение, что драматизирует цвет солдатской формы. В пустом вечернем небе, окрашенном бледно-лавандовыми, кремовыми и горчичными, словно газовыми тонами, будто стервятники ведут воздушный бой несколько групп бипланов, так, что можно услышать треск пулемётов. На земле же, в просветах между ног раненых, несколько мужчин в синих и красных полосатых рубашках играют в футбол. Один из игроков в ударе по мячу согнул ногу в колене, в позе, похожей на шаг слепого в строю. Кажется, что эти здоровые молодые солдаты остаются на первый взгляд равнодушными к окружающим их страданиям, сложившемуся порядку вещей.

## Восприятие
«Газ! Газ! Живей, ребята!» Каждый в спешке
Напяливает свой противогаз,
Но кто-то дико завопил, замешкав,
Пошатываясь в пламени средь нас.
Сквозь стекла в отблеске зеленом марев
Я видел, как он бился, утопающий.
Не раз потом мне чудилось в кошмаре,
Как он захлебывался, утопающий.
Картина «Отравленные газами» по праву считается одним из шедевров позднего творчества Сарджента, самой главной его работой о войне и наиболее волнующей зрителей художественной интерпретацией темы вооружённого конфликта. Картина до сих пор преподносится искусствоведами в качестве иллюстрации ужасов, приносимых технологическим прогрессом, в частности благодаря изображению последствий применения химического оружия, ставящих под сомнение моральность его использования. На своей картине Сарджент мастерски изобразил последствия газовой атаки, поведение жертв, относительное отсутствие защитной одежды, а также рутинный характер произошедшего. Поднятая им тема газовой атаки перекликается с сюжетом поэмы «Dulce Et Decorum Est» Уилфреда Оуэна, являющейся самым известным среди читателей литературным произведением об ужасах войны на английском языке. Сарджент, уже, возможно, боящийся и сам ослепнуть от старости, изобразил на своём полотне высоких и светловолосых солдат, которые, будучи ослепшими, идут, держась друг за друга. В то же время молодой Оуэн, который мог испытать на себе газовую атаку, в своей поэме погружает читателя в ночной мрак, в самую гущу боевых действий, в которой радость от преодоления вражеских заграждений сменяется полной паникой и растерянностью при виде ползающих по земле от ужаса и удушья раненых однополчан.

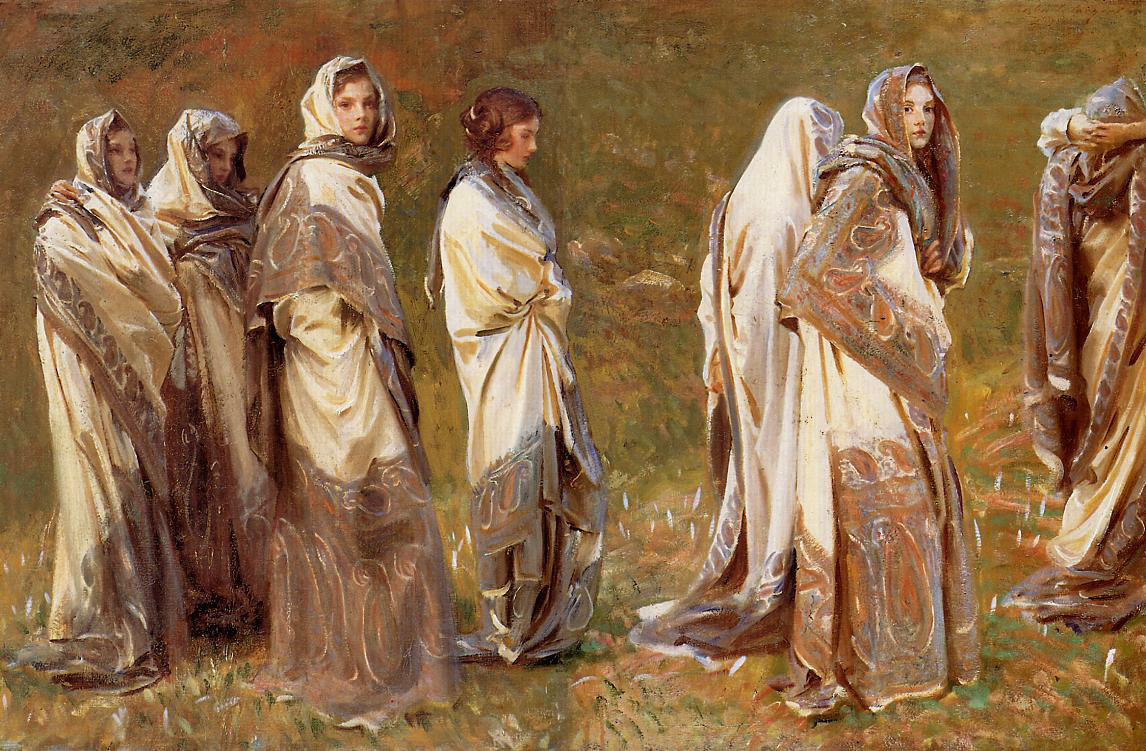
«Кашемир», Сарджент
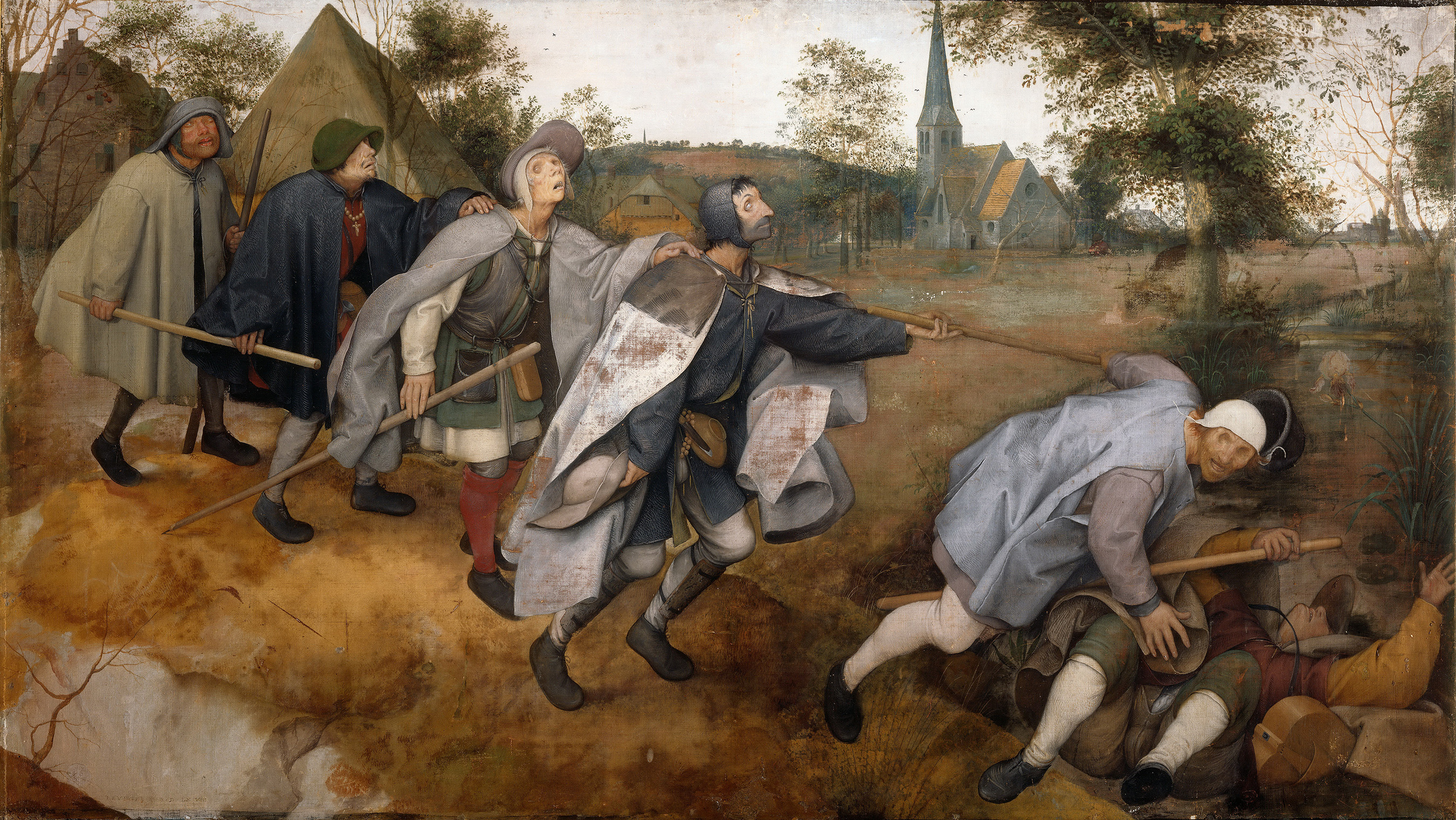
«Притча о слепых», Брейгель-старший
«Собиратели устриц в Канкале», Сарджент

Тема изображения людских процессий привлекала Сарджента с самого начала его карьеры, что в частности можно заметить в работах «Собиратели устриц в Канкале» 1878 года (Галерея искусств Коркоран) и «Кашемир» 1908 года (частное собрание, США), а также в цикле росписей «Данаиды» (Музей изящных искусств Бостона). Их сюжеты, восходящие к представлениям о пляске смерти, берущим исток в глубокой древности и получившим продолжение в искусстве эпохи Ренессанса, перекликаются с картиной «Дафнефория» кисти Фредерика Лейтона и со скульптурой «Граждане Кале» Огюста Родена.
Особо можно выделить связь картины Сарджента с работой «Притча о слепых» кисти Питера Брейгеля-старшего, которая иллюстрирует записанные в евангелии от Матфея слова Христа о том, что «если слепой ведёт слепого, то оба упадут в яму». Брейгель увеличил число слепых до шести, а Сарджент и вовсе до десяти. При этом, по мнению критиков, он заключил в пословицу новый смысл — критику войны, заключающуюся в том, что «слепые» политики и генералы в своём подстрекательстве к войне безответственно «ослепили» находящихся под их командованием солдат, как ослы, погнали их волну за волной на бойню, не говоря уже о простых людях, следующих за ними будто бестолковая толпа. Солдаты идут друг за другом в унисон как брейгелевские дураки, и хотя Сарджент избежал изображения ямы, в которую они могут упасть, у зрителя не могло не сложиться печального осознания того, что старый мировой порядок рухнул вместе с героизмом Империи, а это ироническое действо неожиданно раскрывает последние остатки мужественности. Безликость, жёсткость и холодность военных деятелей была подчёркнута в картине «Генералы Первой мировой войны», выполненной Сарджентом в тот же период и по своему формату греческого фриза похожей на «Отравленных газом» — однако братство слабых и раненых не имеет ничего общего с обществом гордых и отстранённых. Удивительная схожесть работ Сарджента и Брейгеля невольно проявилась и в XXI веке в фотографии Шона Смита, на которой запечатлено, как морпехи ведут своих пленников к вертолёту во время операции «Стальной занавес». Работа Смита одновременно говорит о вовлечении в боевые действия гражданских лиц и об ограниченном масштабе современного конфликта в отличие от Первой мировой войны, один из эпизодов которой изобразил Сарджент.

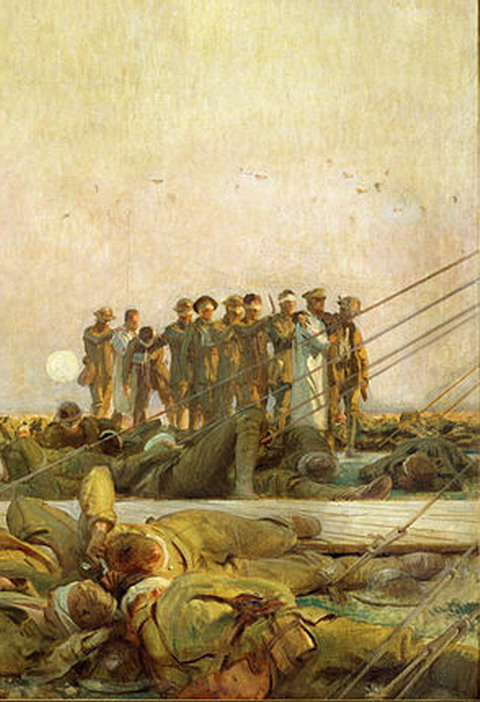
Идущие мимо оттяжек солдаты

Искусствоведы Дэвид Фрейзер Дженкинс и Элейн Килмюррей подметили параллели между идущими к палаткам оттяжками на полотне Сарджента и поднимающими крест верёвками на картине «Распятие» кисти Тинторетто, помимо объединяющего оба произведения их широкого формата. Перевязочный пункт может рассматриваться как место спасения и исцеления, а идущие к нему оттяжки являются предвестниками надежды или смерти, исходящими от таинственного и незримого источника. В то же время огромное количество лежащих людей, в боли и усталости плотно сплетающихся между собой коленями и локтями, как бы образует обрамляющий картину снизу фриз, отсылающий зрителя к древнегреческой трагедии, в которой люди страдают слепотой и безумием, отчего и умирают в муках по прихоти безразличных богов (примечательно, что само слово «газ» происходит от древнегреческого понятия, означающего «хаос»). В связи с этим можно отметить, что первый план — это грех и страдания, средний план — искупление, задний план — рай и спасение. Между тем, одновременно торжественная и жалкая солдатская процессия, как бы становящаяся пародией на военный парад, тоже имеет сходство с древнегреческим или римским фризом, так похожим на скульптурные композиции Парфенона или «Алтаря Мира». В изображении Сарджентом матча по футболу, довольно распространённому виду спорта в Британской армии, можно увидеть мотивы христианского искупления, помимо намёка на невнимательность со стороны военного руководства к страданиям своих солдат и отсутствие знаний о войне на внутреннем фронте в Британии. Таким образом Сарджент бросил вызов нормам приличия и нормальности, живописуя удовольствие прямо рядом с страданиями, чтобы сделать ощущения от последнего более ощутимыми и острыми. Здесь параллели можно провести с картиной «Пейзаж с пеплом Фокиона» кисти Никола Пуссена, на которой видно как вдова афинского военачальника Фокиона собирает его пепел на берегу реки на фоне довольно легкомысленного купания как акта, противопоставленного несправедливой смерти человека.
Сарджент намеренно выбрал героями своей картины обычных солдат, оказавшихся вдруг бессмысленными жертвами жестокой войны, поневоле внушая зрителю мысли о смысле и цене её ведения. В отличие от некоторых военных художников, исповедующих нигилизм и являющихся на поколение моложе его, Сарджент следовал традициям викторианской эпохи, видя в войне благородство и считая необходимыми принесённые жертвы. Возможно, что этой картиной он хотел сказать: да, война это ад, политики — лжецы, а генералы — идиоты, но, тем не менее, те, кто отвечают на призыв своей страны, являются хорошими, порядочными людьми, заслуживающими нашего искреннего уважения. В связи с этим старший научный сотрудник отдела искусства Имперского военного музея Ричард Слокомб отметил, что «картина должна была поведать о цене войны, которая приведёт к лучшему будущему, являющимся главным аргументом в пользу того, что она не является ужасным растрачиванием жизни. Эта картина проникнута символизмом. Временная слепота является метафорой, полурелигиозным чистилищем для британской молодежи на пути к воскрешению. Всё это вы можете разглядеть в том, как мужчины шествуют к оттяжкам палаток полевого госпиталя». Хотя сама перевязочная станция не изображена на картине, солдатская процессия похожа на похоронную, а сами они, возможно, идут на смерть. Во время Первой мировой войны искусство шло в ногу с ужасами современности, давшими некоторый толчок таким художественным жанрам, как кубизм, футуризм, вортицизм. Между тем картина Сарджента принадлежит к старой традиции повествовательного реализма, становясь по своей глубине и монументальности схожей с картинами «Бурлаки на Волге» Ильи Репина и «Похороны в Орнане» Гюстава Курбе.